# Anaceratagallia collicola
Anaceratagallia collicola är en insektsart som beskrevs av Dubovsky 1966. Anaceratagallia collicola ingår i släktet Anaceratagallia och familjen dvärgstritar. Inga underarter finns listade i Catalogue of Life.